# Beja (Russland)
Beja (russisch Бе́я) ist ein Dorf (selo) in der Republik Chakassien (Russland) mit 5247 Einwohnern (Stand 14. Oktober 2010).

## Geographie
Der Ort liegt etwa 80 km Luftlinie südsüdwestlich der Republikhauptstadt Abakan nördlich der Ausläufer des Westsajan im Gebiet zwischen dem Jenissei und seinem linken Nebenfluss Abakan, in der sogenannten Koibalensteppe. Bei Beja vereinigen sich die drei kleinen Flüsse Beja Katamorskaja (auch Katamor), Dechanowka und Beja Kusnezowa zum rechten Abakan-Nebenfluss Beja, nach dem das Dorf benannt ist.
Beja ist Verwaltungssitz des Rajons Beiski sowie Sitz der Landgemeinde Beiskoje selskoje posselenije, zu der außerdem das Dorf Dechanowka gehört.

## Geschichte
Der Ort in der zweiten Hälfte des 18. Jahrhunderts von Umsiedlern aus Zentralrussland gegründet und erstmals 1789 erwähnt. Ab dem 19. Jahrhundert war Beja auch politischer Verbannungsort, so 1914 für Jelena Stassowa bis zu ihrer Verlegung nach Kuragino.
1884 wurde Beja Verwaltungssitz einer Wolost, seit 1924 (mit Unterbrechungen 1933–1935 und 1963–1965) ist es Zentrum eines Rajons.

### Bevölkerungsentwicklung
| Jahr | Einwohner |
| ---- | --------- |
| 1789 | 45        |
| 1911 | 3012      |
| 1939 | 4619      |
| 1959 | 4589      |
| 1970 | 4997      |
| 1979 | 5595      |
| 1989 | 5698      |
| 2002 | 5417      |
| 2010 | 5247      |

Anmerkung: ab 1939 Volkszählungsdaten

## Verkehr
Nach Beja führt eine Straße von Abakan über das nördlich benachbarte Rajonzentrum Bely Jar, die weiter in den Südwestteil des Rajons und über den Fluss Abakan nach Beltirskoje verläuft, wo Anschluss an die A161 von Abakan nach Ak-Dowurak in der Republik Tuwa besteht und sich die nächstgelegene Bahnstation mit Personenverkehr, Beltyry an der Strecke Askis – Abasa befindet. Von Beja nach Osten führt eine Straße in die gut 30 km entfernte Stadt Sajanogorsk am Jenissei.